# Олдси, Бернард
Бернард С. Олдси (англ. Bernard S. Oldsey; 1923 — 11.10.2008) — американский филолог англ. языка, лит. критик, профессор.
Учился в Университете штата Пенсильвания. Образование там он получил с перерывом на участие во Второй мировой войне: служил в армии США в пехоте. Был ранен в руку в бою в Италии. Отмечался наградами, в частностью медалью Пурпурное сердце. Возвратившись уже после войны в ун-т получил там степени бакалавра журналистики (1948), магистра по англ. лит-ре (1949) и доктора философии (Ph.D.) по англ. языку в 1955 году. Преподавал в альма-матер на протяжении четверти века, специализировался главным образом на американской лит-ре. В 1964-65 гг. Фулбрайтовский приглашённый профессор в Испании, тогда им в основном был написан его первый роман «The Spanish Season». В 1969 году он перешёл в Университет Западного Честера, также на должность профессора англ. языка. С 1990 года в отставке.
Также получил известность как лит. критик, исследователь работ Эрнеста Хемингуэя.
Умер в своём доме от осложнений болезни Альцгеймера.
Автор более 15 книг, в том числе двух романов. Второй из них — «The Snows of Yesteryear» (2001).
Был вдовцом (его супруга умерла в 1994 году), дети.